# François Moubandje
Jacques François Moubandje (* 21. Juni 1990 in Douala, Kamerun) ist ein Schweizer Fussballspieler mit kamerunischen Wurzeln. Der Abwehrspieler stand zuletzt beim FC Sion unter Vertrag und absolvierte bis 2018 insgesamt 21 Länderspiele für die Schweizer A-Nationalmannschaft.

## Karriere

### Vereine
Der in Kamerun geborene Moubandje begann seine Karriere im Alter von zehn Jahren beim FC Perly-Certoux im Schweizer Kanton Genf. Von 2002 bis 2003 spielte er beim FC Saint-Jean GE, anschliessend wechselte er in die Jugend des Servette FC. 2006 schloss er sich dem FC Meyrin an, bevor er 2010 zurück zum FC Servette in die Challenge League wechselte. Am 14. März 2010 gab er beim 2:1-Sieg beim FC Vaduz sein Pflichtspieldebüt. In der Saison 2010/11 erreichte er mit der Mannschaft den zweiten Platz und stieg nach Relegationsspielen gegen den AC Bellinzona in die Super League auf. Gegen die Grasshoppers Zürich erzielte er am 26. Oktober 2011 beim 4:1-Sieg sein erstes Pflichtspieltor. Am Saisonende belegte Moubandje mit der Mannschaft den vierten Platz und spielte in der Folgesaison in der Qualifikation zur Europa League, in der er jedoch in der 2. Runde scheiterte. In der Spielzeit 2012/13 stieg der Verein wieder in die Challenge League ab.
Zur Saison 2013/14 verliess Moubandje Servette und wechselte zum FC Toulouse in die französische Ligue 1. Nach knapp sechs Jahren und 134 Ligaeinsätzen in Frankreich wechselte er im August 2019 zu Dinamo Zagreb. Dort kam er in seiner ersten Saison auf 15 Pflichtspieleinsätze, davon 14 in der Liga und einem in der Champions League, und gewann die kroatische Meisterschaft. Die Spielzeit 2020/21 verbrachte der Schweizer leihweise bei Alanyaspor in der Süper Lig. Nach einer Ausleihe an Göztepe Izmir wechselte er im August 2022 zum Schweizer Erstligisten FC Sion, für den er in der Saison 2022/23 verletzungsbedingt jedoch nur vier Spiele bestritt und mit der Mannschaft in die Challenge League abstieg. Dort blieb er in der anschliessenden Spielzeit gänzlich ohne Einsatz und verliess den Verein im Sommer 2024 wieder.

### Nationalmannschaft
Moubandje debütierte am 10. November 2011 beim 5:0-Sieg in der EM-Qualifikation gegen Georgien in der Schweizer U-21-Nationalmannschaft. Im Oktober 2014 wurde er erstmals ins Kader der A-Nationalmannschaft berufen, kam jedoch nicht zum Einsatz. Sein Debüt gab er am 15. November 2014 beim 4:0-Sieg in der EM-Qualifikation gegen Litauen. Für die Europameisterschaft 2016 in Frankreich wurde Moubandje ins Schweizer Kader berufen, kam im Turnier jedoch nicht zum Einsatz. Im Juni 2018 wurde er ebenfalls ins Kader für die Weltmeisterschaft 2018 in Russland nominiert, wurde dort aber erneut nicht eingesetzt.

## Erfolge
Servette FC
- Aufstieg in die Super League: 2011

Dinamo Zagreb
- Kroatischer Meister: 2020